# Діти грому
«Діти грому» (англ. Children of the Thunder) — науково-фантастичний роман Джона Браннера, опублікований 1988 року.
У романі досліджуються декілька тем: деградація навколишнього середовища сучасного світу (що, як вважав Брюннер, скорочує його власне життя), батьківська безвідповідальність (у формі прийняття готівки за пожертвування сперми на банк сперми) та консервативні (фашистські) тенденції у британській політиці. Свідченням останнього є те, що книга була написана в роки головування Тетчер.
Як і в інших книгах Браннера, роман не має різноманітного поєднання, і це допомагає краще читати роман як серію взаємопов'язаних віньєток, кожна з яких досліджує вищезазначені теми в іншому контексті, з кульмінаційною сценою в кінці книги, яка лякає в різні способи, у тому числі й шляхом часткового скасування ролі головного героя та лиходія.
У цих умовах книгу можна розглядати як напад автора на надмірну сексуальну свободу чоловіків, отриману в так званій сексуальній революції. Хоча сама сексуальна самовіддача не демонізується, книга каталогізувала великий побічний збиток у вигляді одиноких матерів та нащадків, яких належним чином не доглядали. Але це не доброзичливий заклик до покращення системи підтримки цих людей: вони просто можуть протистояти своїм гнобителям, тобто батькам, які покинули (або знехтували) їх.